# Juvenile
Juvenile (Terius Gray, 25 de marzo de 1977 en Nueva Orleans, Luisiana) es un rapero estadounidense que a los 19 años fue de los pioneros del southern rap con su álbum Being Myself, en 1995. Con el éxito "Bounce for the Juvenile" dio nombre al estilo del sur conocido como "Bounce".

## Carrera
En 1997, Solja Rags, el primer álbum del rapero de Nueva Orleans con Cash Money Records, fue un éxito en el panorama del underground. En 1999, con 400 Degreez y el sencillo "Back That Azz Up", Juvenile tuvo éxito en todo el país. Warlock Records editó una versión remix de Being Myself al mismo tiempo. Tras grabar los discos The G-Code y Project English (con éxitos como "Set It Off", "I Got That Fire" o "Mama Got Ass") Juvenile abandonó Cash Money Records y su siguiente álbum, The Compilation, fue bajo UTP (Uptown Projects Records) en las que aparecía junto a Young Buck, Skip y Corey Cee. 
En el verano de 2004, su álbum Juve The Great incluía un éxito masivo llamado "Slow Motion". El tema alcanzó el #1 en la Billboard Hot 100 el 7 de agosto de 2004, durando dos semanas en lo más alto. Este fue el primer número 1 para Juvenile y el fallecido Soulja Sli, que colaboraba en el éxito. "Slow Motion" sigue aún sonando en muchas emisoras de radio. El siguiente éxito sería el sencillo "Nolia Clap", junto con su crew UTP.
El 7 de marzo de 2006 Juvenile lanzó el que es hasta la fecha su último álbum, Reality Check, en el que aparecen Fat Joe, Ludacris, Mike Jones, Paul Wall, Brian McKnight, Trey Songz, Bun B, 8-Ball, Skip y Wacko, con producciones de Lil' Jon, Scott Storch, Mannie Fresh y Cool & Dre, entre otros. El primer sencillo fue "Rodeo". Juvenile también ha realizado un remix de Nueva York y otro de Nueva Orleans del tema "What's Happenin'". En el remix de NY aparecen los raperos neoyorquinos Papoose y Jae Millz, y en el de Nueva Orleans, B.G. y el productor Mannie Fresh. El álbum debutó #1 en la lista Billboard 200, vendiendo 174.000 copias.
En 2005, la casa de Juvenile en Slidell, Luisiana, fue destruida por el Huracán Katrina. Tras el huracán, Juvenile ha estado colaborando con Master P y otros artistas para recaudar fondos y previsiones para las víctimas del Katrina. El rapero actualmente reside en Atlanta junto con otro artista del sello UTP.

## Discografía

### Álbumes
- Being Myself (1995)
- Solja Rags (1997)
- 400 Degreez (1998)
- Being Myself (Remixed) (1999)
- Tha G-Code (1999)
- Project English (2001)
- The Compilation (2002)
- Juve The Great (2003)
- Greatest Hits (2004)
- The Reality Check (2006)
- Cocky & Confident (2009)
- Beast Mode (2010)
- Rejuvenation (2012)
- Juvie Tuesdays (2013)
- The Fundamentals (2014)

### Sencillos
| Año  | Canción                                           | Posiciones en lista | Posiciones en lista | Álbum                |
| Año  | Canción                                           | Billboard Hot 100   | US R&B/Hip-Hop      | Álbum                |
| ---- | ------------------------------------------------- | ------------------- | ------------------- | -------------------- |
| 1999 | "Back That Azz" (feat. Lil' Wayne & Mannie Fresh) | #24                 | #5                  | 400 Degreez          |
| 1999 | "HA"                                              | #68                 | #16                 | 400 Degreez          |
| 1999 | "Follow Me Now"                                   | -                   | #63                 | 400 Degreez          |
| 2000 | "U Understand"                                    | #83                 | #27                 | Tha G-Code           |
| 2000 | "I Got That Fire (feat. Mannie Fresh)"            | -                   | #62                 | Tha G-Code           |
| 2001 | "Set It Off"                                      | #65                 | #19                 | Project English      |
| 2002 | "Moma Got Ass"                                    | #65                 | #27                 | Project English      |
| 2004 | "Slow Motion (feat. Soulja Slim)"                 | #1 (2 weeks)        | #2                  | Juve The Great       |
| 2004 | "Nolia Clap (feat. Skip & Wacko)"                 | #31                 | #9                  | Beginning Of The End |
| 2004 | "In My Life (feat. Mannie Fresh)"                 | #46                 | #18                 | Juve The Great       |
| 2004 | "Bounce Back (feat. Baby)"                        | -                   | #85                 | Juve The Great       |
| 2006 | "Rodeo"                                           | #41                 | #12                 | The Reality Check    |
| 2006 | "Get Ya Hustle On"                                | -                   | -                   | The Reality Check    |
| 2006 | "What's Happenin'"                                | -                   | #60                 | The Reality Check    |